# GP Tallinn-Tartu
De GP Tallinn-Tartu (ook: Tallinn-Tartu Grand Prix) is een eendagswielerwedstrijd, die tussen 2008 en 2012 werd verreden tussen de steden Tartu en Tallinn in Estland. Hij werd in 2002 gelanceerd onder de naam Baltic Open-Tallinn GP en nadien als GP EOS Tallinn van 2004 tot 2007. 
De wedstrijd maakte deel uit van de UCI Europe Tour in de categorie 1.1. In 2013 werd de wedstrijd samengevoegd met de GP SEB Tartu om de Ronde van Estland te vormen.

## Lijst van winnaars

### Meervoudige winnaars
| Overwinningen | Renner       | Land    | Jaren      |
| ------------- | ------------ | ------- | ---------- |
| 2             | Janek Tombak | Estland | 2005, 2006 |
| 2             | Erki Pütsep  | Estland | 2007, 2009 |

### Overwinningen per land
| Overwinningen | Land                     |
| ------------- | ------------------------ |
| 5             | Estland                  |
| 3             | Frankrijk                |
| 1             | Ierland, Italië, Rusland |